# Рустув
Рустув (пол. Rustów) — село в Польщі, у гміні Кшижанув Кутновського повіту Лодзинського воєводства.
Населення — 159 осіб (2011).
У 1975-1998 роках село належало до Плоцького воєводства.

## Демографія
Демографічна структура станом на 31 березня 2011 року:
|          | Загалом | Допрацездатний вік | Працездатний вік | Постпрацездатний вік |
| -------- | ------- | ------------------ | ---------------- | -------------------- |
| Чоловіки | 80      | 17                 | 57               | 6                    |
| Жінки    | 79      | 18                 | 41               | 20                   |
| Разом    | 159     | 35                 | 98               | 26                   |